# Исаково (Буинский район)
Иса́ково (тат. Исәк) — село в Буинском районе Республики Татарстан, административный центр Исаковского сельского поселения.

## География
Село находится на границе с Чувашской Республикой, на реке Була, в 30 километрах к северо-западу от города Буинска.

## История
Село известно с 1686 года. 
В 18 — 1-й половине 19 веков жители относились к категории государственных крестьян. Занимались земледелием, разведением скота, плетением лаптей на продажу. 
В 1834 году открыто медресе (при мечети), в 1911 году — русско-татарская земская школа.
В «Списке населенных мест по сведениям 1859 года», изданном в 1866 году, населённый пункт упомянут как казённая деревня Исаково 2-го стана Тетюшского уезда Казанской губернии. Располагалась при речке Большой Буле, по левую сторону торгового тракта из Буинска в Цывильск, в 70 верстах от уездного города Тетюши и в 14 верстах от становой квартиры во владельческом селе Знаменское (Чипчаги). В деревне в 121 дворе жили 790 человек (399 мужчин и 391 женщина). Была мечеть.
В начале 20 века в Исаково функционировали 2 мечети, 2 мектеба, 2 ветряные мельницы, крупообдирка, 2 мелочные и 4 бакалейные лавки. В этот период земельный надел сельской общины составлял 1316 десятин.
До 1920 года село входило в Алькеевскую волость Тетюшского уезда Казанской губернии. С 1920 года в составе Тетюшского, с 1927 года — Буинского кантонов ТАССР. С 10 августа 1930 года в Буинском районе.
В 1921 году в селе была открыта начальная школа, в 2015 году закрыта
В 1929 году в Исаково был организован колхоз "Быру", с 1994 года коллективное хозяйство «Тан», с 2008 года хозяйствующий субъект в селе — ООО «Авангард».

## Население
| 1782 | 1859 | 1897   | 1908   | 1920   | 1926   | 1938   | 1949  | 1958  | 1970  | 1979  | 1989  | 2002  | 2010 | 2015 |
| ---- | ---- | ------ | ------ | ------ | ------ | ------ | ----- | ----- | ----- | ----- | ----- | ----- | ---- | ---- |
| 159  | 790  | 1025 ↗ | 1298 ↗ | 1498 ↗ | 1004 ↘ | 1181 ↗ | 829 ↘ | 661 ↘ | 674 ↗ | 520 ↘ | 397 ↘ | 329 ↘ | 246↘ | 291↗ |

Национальный состав села — татары.

## Экономика
Полеводство, мясо-молочное скотоводство, крестьянские (фермерские) хозяйства.

## Инфраструктура
Дом культуры, библиотека, магазин, фельдшерско-акушерский пункт.

## Религия
2 мечети (1987, 1996 гг.).